# توم ووكر (لاعب كريكت)
توم ووكر (بالإنجليزية: Tom Walker)‏ (16 نوفمبر 1762 - 1 مارس 1831) هو لاعب كريكت بريطاني (وحمل سابقاً جنسية المملكة المتحدة لبريطانيا العظمى وأيرلندا ومملكة بريطانيا العظمى).